# Скорсби, Уильям
Уильям Скорсби (русс. устар. Вильям Скоресби; англ. William Scoresby, 5 октября 1789, Cropton, Норт-Йоркшир — 21 марта 1857, Торки, Девон) — английский мореплаватель, натуралист, исследователь Арктики и священнослужитель.

## Биография
Родился в деревушке Кроптон недалеко от городка Пикеринг, в 26 милях к югу от Уитби.
Его отец, Уильям Скорсби-старший, занимался китобойным промыслом в арктических водах. Согласно записям его сына, именно он около 1807 года придумал конструкцию вороньего гнезда.
С одиннадцати лет был на борту отцовского корабля. С 1803 года они с отцом плавали на китобойном судне Resolution, где он стал старшим помощником.
Летом 1822 года отец с сыном на китобое Baffin ходили вдоль восточного берега Гренландии. За время плавания Скорсби подробно описал около 400 миль побережья, с 69° 30' по 72° 30' северной широты. В 1823 году публикуется его «Дневник путешествия в район северного китобойного промысла» (англ. Journal of a Voyage to the Northern Whale Fishery, including Researches and Discoveries on the Eastern Coast of Greenland), сделавший его одним из наиболее значительных исследователей Арктики того времени.
Плавание 1822 года стало для него последним. Вернувшись, он узнал о смерти своей жены, что подтолкнуло его к пути священнослужителя.
Занимался наблюдением за погодой, снегом (снежинки), магнетизмом и другими исследованиями.

## Память
В его честь был назван ряд объектов, в том числе:
- Скорсби (лунный кратер) — лунный кратер
- Скорсби (залив) — крупнейший фьорд.